# André Bach
André Bach (Perpinyà, 5 de desembre de 1943 - 18 de maig de 2017) va ser un militar i historiador nord-català, general de l'exèrcit francès.
Oficial de l'Armée de Terre, és conegut pels seus treballs històrics per al Service historique de l'Armée de Terre (SHAT) així com pels seus treballs independents des que deixà l'organisme en 2000. És un gran especialista en la Primera Guerra Mundial i probablement un dels millors especialistes francesos de la justícia militar durant els conflictes.

## Biografia

### Formació
Fou admès a Saint-Cyr en 1965 en la promoció del tinent coronel Driant, i va ingressar a l'arma d'infanteria. Fou admès a l'École Supérieure de Guerre en 1978 per la via universitària. Fou diplomat per l'Institut d'Estudis Politícs de París (promoció 1980) i titulat d'una diplomatura en història per la universitat Paris 1 Panthéon-Sorbona (1981).

### Carrera
Va servir al 1r RCP. Després de servir com a casc blau al Líban en 1985-1986, fou nomenat professor de tàctica a l'École de Guerre. En 1988 fou nomenat cap del 67è Regiment d'Infanteria de Línia a Soissons. Va tornar el 1992 a l'École de Guerre com a cap del curs d'estratègia d'història militar. Va prendre la direcció del Servei Històric de l'Exèrcit de Terra al castell de Vincennes en 1997. Promogut a general de brigada, va passar a la segona secció en 2000.
Després es dedica íntegrament a les seves activitats com a historiador. Especialista de la Primera Guerra Mundial, ostenta la vicepresidència del Col·lectiu d'Investigació Internacional i Debat sobre la Guerra de 1914-1918.

## Treballs
Ocupant la direcció del Servei Històric de l'Exèrcit de Terra el 1997, va treballar des de la seva arribada sobre eles afusellats i els i els amotinats 1917 que va ser polèmic. El seu grau de general i director del Servei Històric li va facilitar la tasca perquè tenia accés lliure a les peces de justícia militar. Sense el seu rang i sense dispensa ministerial, el que fa que cada document hauria hagut d'esperar a 2018 per llegir completament tots els arxius per protegir la privacitat de les persones citades.
Ell i el seu equip van desenvolupar una base de dades informàtica que els va permetre estudiar els 140.000 expedients dels consells de guerra. A través del seu treball que va durar 3 anys, va descobrir que els "afusellats per exemple" no ho van estar tots el 1917, sinó durant els dos primers anys de conflicte. A continuació, apareix el nombre d'execucions decidides per la Justícia Militar en 2.300 condemnes a mort i 550 execucions amb un marge d'error del 10% i marca l'extensió de la repressió militar francesa durant la Primera Guerra Mundial. Segons ell, el 60% de les execucions es van produir el 1914 i el 1915.
Després de la publicació de les dades d'afusellament i del fitxer dels "No morts per França" al lloc Mémoire des hommes des del 19 d'abril de 2014 va participar en Prisme1418, com a redactor principal, sobre una sèrie d'articles sobre el funcionament de la justícia militar i l'estudi en profunditat de diversos casos.
El general Bach, que va concedir gran importància a la correspondència dels soldats, va acompanyar la publicació i va fer el pròleg de diverses col·leccions.

## Obres
- (en col·laboració amb Jean Nicot i Guy Pedroncini) Les poilus ont la parole, Paris, Éd. Complexe, 2003.
- Fusillés pour l'exemple - 1914-1915, Paris, Éd. Tallandier, 2003, 617 p. ISBN 2-84734-040-8.
- L'Armée de Dreyfus - Une histoire politique de l'armée française de Charles X à "l'Affaire", Tallandier, 2004, 500 p. (obra doblement premiada en 2005 amb el "prix du Maréchal Foch" atorgat per l'Académie française i pel "prix Edmond Fréville" de l'Académie des Sciences Morales et Politiques).
- Justice militaire 1915-1916, Paris, Éd. Vendémiaire, 2013, 594 pàgines, ISBN 978-2-36358-048-1.

## Filmografia
- Patrick Cabouat, Fusillés pour l'exemple, documental (2003) comentat per André Bach.
- Jackie Poggioli, Fucilati in prima ligna / Fusillés en première ligne, documental de (2011) sobre els cursos afusellats com a exemple durant la Primera Guerra Mundial, comentat per André Bach (You Tube).